# جایزه فیلم‌فیر جنوب
جایزه فیلم‌فیر جنوب (هندی: दक्षिण फ़िल्मफ़ेयर पुरस्कार؛ تامیلی: தென்னிந்திய பிலிம்பேர் விருதுகள்؛ تلگویی: దక్షిణాది ఫిల్మ్ఫేర్ పురస్కారాలు) بخشی از جوایز فیلم‌فیر است که مختص به بخش‌های جنوبی کشور هند است و توسط «تامیز گروپ» برپا شده و به برترین دستاوردهای سینمایی جنوب هندوستان تعلق می‌گیرد.
این جایزه نخستین بار در سال ۱۹۵۴ میلادی برپا شد و بیشتر در شهرهای حیدرآباد و چنای برگزار می‌شود. برندگان هر قسمت توسط کمیته‌ای از متخصصان و همچنین رأی مردم از میان نامزدان انتخاب می‌شود.